# Orrios (kommunhuvudort)
Orrios är en kommunhuvudort i Spanien.   Den ligger i provinsen Provincia de Teruel och regionen Aragonien, i den östra delen av landet, 230 km öster om huvudstaden Madrid. Orrios ligger 1 065 meter över havet och antalet invånare är 178.
Terrängen runt Orrios är platt åt nordväst, men åt sydost är den kuperad. Orrios ligger nere i en dal.Runt Orrios är det mycket glesbefolkat, med 3 invånare per kvadratkilometer. Närmaste större samhälle är Alfambra, 6,2 km sydväst om Orrios. Trakten runt Orrios består till största delen av jordbruksmark.